# Spartacus Peak
Spartacus Peak är en bergstopp i Antarktis. Den ligger i Sydshetlandsöarna. Argentina, Chile och Storbritannien gör anspråk på området. Toppen på Spartacus Peak är 137 meter över havet.
Terrängen runt Spartacus Peak är varierad. Havet är nära Spartacus Peak åt nordost. Trakten är glest befolkad. Närmaste befolkade plats är Captain Arturo Prat base, 19,6 kilometer nordost om Spartacus Peak. 